# Eduard Gundling

Eduard Gundling, 1881

Eduard Ignaz Gundling (* 7. Februar 1819 in Prag; † 28. Oktober 1905 ebenda) war Professor für Österreichisches Straf- und Strafprozessrecht an der Karl-Ferdinands-Universität in Prag und tschechischer Landesadvokat.

## Leben und Familie
Eduard Gundling wird als erstes von sieben Kindern des Anton Gundling und der Petronilla Gundling geborene Alscher in Prag geboren. Er stammt aus der fränkischen Gelehrtenfamilie Gundling, sein Bruder war der Romanschriftsteller Julius Gundling, seine Tochter Tonia von Procházka.
Nachdem Eduard Gundling die Elementarklassen an der Prager Musterhauptschule besucht hatte, absolvierte er von 1829 bis 1834 das Neustädter Gymnasium in Prag. Nach seiner Immatrikulation an der Prager Universität 1834 studierte er vier Semester Philosophie und acht Semester Jura. 1842 wurde er vom Rektor der Universität Alois Joseph Freiherr von Schrenk zu Notzing zum Doktor beider Rechte promoviert. In seiner Zeit als Bezirksgerichtsadjunkt in Raudnitz an der Elbe lernte er die Tochter des Ratssekretärs und Stadtkanzlisten Franz Stupka, Pauline kennen. Die Trauung fand 1855 in Prag statt, wo er am Landesgericht eine Stelle annahm. 1861 habilitierte er als Privatdozent für österreichisches Strafrecht an der Universität in Prag. 1864 eröffnete er in seinem Elternhaus eine Anwaltskanzlei. 1868 wurde er Professor des Straf- und Strafprozessrechtes an der neuen Karl-Ferdinands-Universität wo er bis zu seinem Ruhestand 1885 tätig ist. Schon 1867 wird er zum Landesadvokaten in Prag ernannt und 1874 wird er Mitglied der neu gegründeten Staats-Prüfungskommission für Lehramt der Musik. 1888 wird er zum Vorsitz dieser erwählt. Noch 1899 wird er in das Sachverständigenkollegium in Sachen des Urheberrechtes für den Bereich der Tonkunst berufen.
Am 31. Oktober 1905 wird er von einer Ehrenkompanie des k.k. privilegierten bürgerlichen Scharfschützenkorps, flankiert von Offizieren desselben und gefolgt von Pedellen der beiden Prager Universitäten und großer Beteiligung der Bevölkerung aus allen Schichten vom Haus zur Gundlingschen Familiengruft auf dem Wolfschaner Friedhof in Prag getragen und dort bestattet.

## Wirken
Als Privatdozent und Professor an der Karl-Ferdinands-Universität veröffentlicht er viele wissenschaftliche Artikel in juristischen Fachzeitschriften über den Strafprozess. Außerdem veröffentlichte er ein Werk über den Versuch strafbarer Handlungen und hielt zweisprachige Vorlesungen in Musikgeschichte und Strafprozessrecht. Größte Popularität erlangte er als Vertreter bei Gericht, wo er die sozial Schwächsten unentgeltlich in Rechtssachen vor Gerichten vertrat.
Eduard Gundling war immer um die Musik bemüht. So engagierte er sich sehr im Verein zur Förderung der Tonkunst in Böhmen und hielt unentgeltlich Vorlesungen über Musikgeschichte am Prager utraquistischen Konservatorium in deutscher und tschechischer Sprache.
Ebenfalls ehrenamtlich war Eduard Gundling als Archivar und Historiker des k.k. privilegierten bürgerlichen Scharfschützenkorps tätig.

## Ehrungen
15. Dezember 1885 wurde er mit Diplom zum Ehrenoffizier im Stabe des k.k. privilegierten bürgerlichen Scharfschützenkorps ernannt. Außerdem war er Patrozinator und Ehrenmitglied der welschen Kongregation und des italienischen Waisenhauses in Prag, sowie des Marianischen Liebesvereins bei den P.P.Kapuziener am Hradschin.